# Alhaouafate
Alhaouafate (franska: Alhaouafate (CR), Alhaouafate (Commune Rurale), arabiska: سلفات) är en kommun i Marocko.   Den ligger i provinsen Sidi Kacem och regionen Rabat-Salé-Kénitra, i den norra delen av landet, 90 km nordost om huvudstaden Rabat. Antalet invånare är 17 119.